# European Journal of Ecology
Revista științifică European Journal of Ecology a fost fondată în anul 2015. Este o revistă bianuală, exclusiv în limba engleză. Cuprinde lucrări originale care sunt supuse procesului de recenzare (de ex. “research article”, “review”, “forum article” și ”policy directions”) incluzând o gamă variată de aspecte asociate ecologiei. Articolele pot fi accesate gratuit (“open access”), iar publicarea acestora nu implică niciun cost.
În plus, pentru cei care urmează o carieră în ecologie există un forum dedicat acestora. Revista oferă, pe lângă un proces de recenzare, transparent, eficient și obiectiv, și servicii gratuite pentru editarea, și corectura limbii engleze.